# طارد الأرواح الشريرة (سلسلة أفلام)
طارد الأرواح الشريرة (بالإنجليزية: The Exorcist)‏ هو فيلم رعب تم إنتاجه في الولايات المتحدة وصدر في سنة 1973. الفيلم من إخراج ريني هارلن.

## الميزانية والإيرادات
حقق أرباحا تقدر بـ 661,478,540,(worldwide total, all five films) دولار.

### ترشيحات وجوائز
| السنة | الحدث          | الفئة          | النتيجة  |
| ----- | -------------- | -------------- | -------- |
|       | جائزة الأوسكار | أفضل خلط أصوات | فـــــوز |